# فتاتي (فلم)
فتاتي (بالإنجليزية: My Girl) هو فيلم كوميدي تم إنتاجه في الولايات المتحدة وصدر في سنة 1991. من بطولة دان أيكرويد وجيمي لي كرتيس وماكولي كولكين وآنا كلمسكي. تم إنتاج جزء ثاني للفيلم سنة 1994 باسم فتاتي 2.

## الميزانية والإيرادات
بلغت تكلفة إنتاج الفيلم حوالي 17 مليون دولار بينما حقق إيرادات تقدر بـ 59.5 مليون دولار.

## وصلات خارجية
- مقالات تستعمل روابط فنية بلا صلة مع ويكي بيانات